# Louis-Marie Bossut
Louis-Marie Ildephonse Joseph Bossut (Roubaix, 17 aprile 1873 – Berry-au-Bac, 16 aprile 1917) è stato un militare francese.
Fu uno dei più grandi fantini della storia dell'ippica francese, sportivo e pioniere del carrismo in Francia. Morì al comando del 1º Raggruppamento Artiglieria d'Assalto durante un attacco a Berry-au-Bac nel corso della Seconda battaglia dell'Aisne.

## Biografia
Nacque a Roubaix il 17 aprile 1873, figlio di Jean, un industriale del settore tessile ed armatore. Compì studi umanitari presso il collegio dei gesuiti di Boulogne-sur-Mer, dove conseguì il suo diploma in lettere il 17 novembre 1891.
La speranza di proseguire i suoi studi presso l'Accademia Navale viene delusa dal rifiuto all'arruolamento determinato dalla cattiva qualità della sua vista che l'obbligherà, tutta la sua vita, a portare il monocolo.. Dopo il rifiuto della marina provò con l'esercito, ed il 7 luglio 1892 si arruolò volontario nell'Arma di Cavalleria, con una ferma di 4 anni, assegnato al 19º Reggimento Cacciatori a cavallo di Hesdin, presso il Passo di Calais. La carriera militare proseguì rapidamente, in quanto fu promosso Brigadiere il 16 gennaio 1893, Maresciallo della logistica il 1º ottobre dello stesso anno, e Maresciallo capo il 13 giugno 1895. Incontrata a Hesdin Emme Thuillier, la sposò nel corso di un viaggio in Inghilterra, effettuato probabilmente per partecipare a delle competizioni ippiche.
Il 7 luglio 1896 rinnovava la ferma, e il 1º ottobre 1898 diventò allievo della prestigiosa scuola di equitazione di Saumur. Promosso sottotenente il 25 settembre 1899, fu destinato a prestare servizio nel 22º Reggimento Dragoni di Sedan, per passare poi ai 14º Reggimento Dragoni. Fu promosso tenente il 25 settembre 1900, capitano il 25 settembre 1909, e successivamente ricevette la formazione di istruttore a Saumur distinguendosi per una serie di conferenze "impegnate" tenute nel 1911.

### Il suo amore per i cavalli
Il suo amore per gli animali ed il suo gusto per la competizione, lo portarono molto rapidamente a partecipare alle corse ippiche, con la stampa si abituò presto all'eco dei suoi successi. In breve ottenne tre licenze di corsa: Gentleman-rider, Military, e Jockey, e non mancò di partecipare anche a rally automobilistici ed a corse campestri.
Si fece conoscere come cavallerizzo di grande valore, tanto nei concorsi ippici internazionali come nell'ambiente militare. Dopo aver effettuato il corso di istruttore a Saumur si prese un periodo di riposo occupandosi dell'allenamento dei suoi 7 cavalli personali.
Fino al 1914 partecipò a più di 250 corse, vincendone 150. Per tre anni sarà 1 competitore del Gentleman-rider GR
Nel marzo 1912 si prese un congedo senza retribuzione dall'esercito, diventando allenatore a Warenghem. A causa dell'insuccesso nell'attività di allenatore o per nostalgia dell'esercito, ritornò in servizio attivo. Riprese servizio presso il 14º Reggimento Dragoni, per passare poi al 1º Reggimento Dragoni di Joigny, dove assunse il comando del 3º Squadrone.

### La prima guerra mondiale
Lo scoppio della prima guerra mondiale vide il 1º Reggimento Dragoni di guarnigione a Luçon, con il 3º Squadrone distaccato a Les Sables d'Olonne. Il reggimento fu subito impegnato in combattimento, ma con metodi che risalivano al periodo napoleonico: lance contro mitragliatrici, il 20 agosto 1914 a Neufchâteau. Il 10 settembre fu insignito della Croce di guerra, ricevendo la sua prima citazione all'ordine del giorno dell'esercito il 14 dello stesso mese. Dopo la Prima battaglia della Marna, il 1° Dragoni partecipò a vari contrattacchi. Malgrado la stanchezza dei cavalli e gli effettivi ridotti, i reggimento ripassò la Marna e sloggiò i tedeschi da Somme-Vesle, con un'avanzata giornaliera che superò i 29 km. Tra gli inizi della guerra ed il 24 aprile 1915 l'ormai capitano Bossut fu citato 6 volte all'ordine del giorno. Fu insignito della Croce Cavaliere dell'Ordine di Sant'Anna che gli venne appuntata personalmente dal Presidente della Repubblica Raymond Poincaré. La guerra di posizione costrinse il 1º Reggimento Dragoni a combattere a piedi, nelle trincee, per di più in un tranquillo settore nel sud dell'Alsazia. Scrisse Bossut su una foto che lo mostra mentre gioca a cricket: "le croquet, le jeu de guerre où l'on s'eng…le plus".

### L'entrata nelle truppe corazzate
La richiesta per volontari "per una missione segreta e pericolosa" lanciata per formare le truppe dell'artiglieria d'assalto, lo vede immediatamente volontario. Questa richiesta svuotò una parte dei reparti del 1° Dragoni, principalmente il 3º Squadrone.
Le prime unità di carri armati (Artillerie spéciale) erano state create nel 1916 in seno all'81º Reggimento d'artiglieria pesante, ed egli entrò nell'81° R.A.L. nel settembre dello stesso anno, portando con sé una parte del suo squadrone. L'incontro con il colonnello Estienne, creatore delle unità corazzate, fu particolarmente fruttuoso, quello con la commissione parlamentare per i mezzi corazzati molto meno. Tuttavia egli, con il suo entusiasmo, trascinerà tutti: il deputato de Gouyon, membro di questa commissione si dimetterà dal suo incarico per diventare suo assistente tecnico in vista della preparazione dell'attacco del 16 aprile 1917. Lottò per apportare delle modifiche al materiale corazzato in dotazione, che saranno applicate, purtroppo, solamente dopo l'attacco del 16 aprile. Non mancò di criticare apertamente la commissione parlamentare, responsabile a suo dire della scomparsa del segreto sui mezzi corazzati. Parimenti fallirà sulla sua proposta di spostare il luogo dell'attacco su un terreno favorevole all'impiego dei mezzi corazzati.
Dapprima nel centro di addestramento di Marly-le-Roi, poi in quello di Trou d'Enfer, e quindi a Champlieu, egli farà regnare, assistito per i suoi vecchi compagni dei 1° Dragoni, un'atmosfera al tempo stesso laboriosa e rilassata. Al 1º aprile 1917 l'artiglieria speciale aveva ricevuto in dotazione 208 carri d'assalto medi Schneider CA1 di cui 34 inutilizzabili, e 48 carri d'assalto pesanti Saint-Chamond. A quell'epoca il nuovo comandante in capo dell'esercito francese, generale Robert Georges Nivelle, stava organizzando l'offensiva sullo Chemin des Dames. Egli ordinò l'impiego delle unità dell'artiglieria speciale, in appoggio all'attacco della Ve Armée, vicino a Berry-au-Bac. Tale attacco fu fissato per il 16 aprile 1917, malgrado l'opposizione del generale Estienne che considerava prematura l'entrata in azione dei carri.
Per l'occasione egli assunse il comando del 1º Raggruppamento Artiglieria d'Assalto (1er Groupement d'Artillerie d'Assaut o anche Groupement Bossut) che, con 5 gruppi (AS 2, 4, 5, 6, 9) dotati di 82 carri, doveva attaccare in appoggio al XXXII Corpo d'armata.
A tale attacco partecipò anche il 2º Raggruppamento Artiglieria d'Assalto (2emé Groupement d'Artillerie d'Assaut o anche Groupement Chaubès) del comandante Louis Léonard Chaubés, forte di 3 gruppi (A.S. 3, 7, 8) dotati di 50 carri, che doveva attaccare in appoggio al V Corpo d'armata.
Poco prima dell'attacco egli scrisse al colonnello Estienne: "Vous n'ignorez pas que le plan de la première attaque des chars français est loin d'être ce que j'avais préconisé ! (…) Je ne veux pas que les survivants me reprochent la mort inutile de leurs camarades. En leur montrant moi-même le chemin, cette crainte disparaît. Je n'accepte donc de transmettre l'ordre d'attaque qu'à condition de marcher le premier à l'ennemi". Presentendo l'insuccesso chiese ed ottenne di partecipare personalmente all'attacco in posizione di testa, utilizzando il suo carro personale, ribattezzato "Trompe la Mort".

### L'attacco di Berry-au-Bac
Arrivati per ferrovia a Courlandon i carri d'assalto si misero in marcia verso Cuiry-lès-Chaudardes. Alla sera del 15 aprile furono concentrati a Pontavert da dove si mossero alle 6:30 del 16 aprile, una mezz'ora dopo la fine del bombardamento preparatorio dell'artiglieria. Tenuti sotto osservazione dall'aviazione tedesca, i mezzi del 2º Raggruppamento del comandante Chaubès attaccarono in direzione di Corbeny, ad ovest di Miette. I carri non giunsero mai a superare la fattoria du Temple, subendo pesanti perdite.
Il 1º Raggruppamento attaccò con 80 carri in direzione di Prouvais, tra la Miette e l'Aisne.
Alle 9:30, il comandante Bossut inviò al generale Olivier Mazel che comandava la Ve Armée un ultimo messaggio tramite piccione viaggiatore: "Sommes arrêtés devant 2e position allemande par trous d'obus impossibles à franchir. Mes deux adjoints sont blessés. Sommes navrés ne pouvoir avancer plus vite. Faisons notre possible".
Arrivando verso le 10 all'incrocio del Colera sulla strada Laon-Reims, i suoi carri riuscirono a superare la seconda posizione tedesca, e i gruppi A.S. 5 e A.S. 9 anche la terza, posizionata tra Juvincourt-et-Damary e Guignicourt. Purtroppo l'attacco fu bloccato ed carri superstiti finirono per ripiegare verso le linee francesi alle 17:30,
con totale insuccesso e numerose perdite sia di carri che tra gli equipaggi, tra cui lui stesso. Egli aveva condotto a piedi gran parte dell'attacco, spostandosi con grande pericolo da carro a carro. Dopo essere risalito a bordo del suo carro comando, fu colpito da un proiettile che riuscì a penetrare la corazzatura buttandolo esanime fuori dal veicolo. Il suo corpo fu ritrovato sul campo di battaglia da suo fratello Pierre, aiutante all'A.S. 2 e sepolto nel cimitero comunale di Maizy. Al termine della guerra la salma fu traslata nel cimitero di Roubaix e inumata nella tomba di famiglia.
Il generale Estienne, rendendogli omaggio all'epoca dell'inaugurazione del monumento alla sua memoria nel parco Barbieux di Roubaix nell'ottobre 1925, dirà: "Bossut est mort vainqueur…(les sacrifices) ont été payés d'un très réel succès".
Il grande regista Jean Renoir che prestò servizio sotto i suoi ordini, volontariamente o no, prese Bossut come modello nel film La grande illusione, per il ruolo del capitano de Boëldieu che è una copia di Louis Bossut.

### Pubblicazioni
- (FR) 16 avril 1917 à Berry-au-Bac, in La lettre d'information du Chemin des Dames, n. 11, Bucy le Long, Imprimerie Suin, juin 2007,  pp. 4-5.
- (FR) Le 16 avril 1917 à Berry-au-Bac, le Char d'Assaut entrent dans la Battaille, in La lettre d'information du Chemin des Dames, numèro spécial, Laon, Département de l'Aisne, autumne 2013,  p. 12.